# Macerata Feltria
Macerata Feltria (Macerèta in dialetto gallo-piceno) è un comune italiano di 1 890 abitanti della provincia di Pesaro e Urbino nelle Marche. Fa parte della regione storico-geografica del Montefeltro.

## Geografia fisica
Il territorio comunale si trova in un'area collinare tra le valli del Foglia (a sud) e del Conca (a nord). Il nucleo antico (castello) sorge su un'altura, delimitato sul fondo valle dal torrente Apsa. Dalla seconda metà del XV secolo, l'abitato iniziò a svilupparsi sul pianoro sottostante, stretto tra le colline, vicino al sito dell'antica città romana. Lo sviluppo della cittadina fu ulteriormente incrementato tra XVII e XVIII secolo. Un ultimo incremento si registrò con il boom economico degli anni sessanta del XX secolo.

## Storia
In epoca romana, nel territorio comunale, precisamente nel pianoro della pieve medievale di San Cassiano in Pitino, sorgeva la cittadina di Pitinum Pisaurense in epoca tardo-repubblicana ed imperiale fiorente centro di taglio e di commercio del legname.
Nel VI secolo d.C., Pitinum Pisaurense fu completamente distrutta dagli Ostrogoti durante le guerre greco-gotiche. Le testimonianze archeologiche del luogo dimostrano che nei secoli successivi la comunità si impoverì notevolmente rispetto all'epoca romana.
Nell'XI secolo venne realizzato, utilizzando le macerie della città romana (da cui il nome "Macerata"), l'attuale centro storico e in particolare l'imponente castello ancora visibile sulla strada che dal centro conduce alla frazione di Certalto.
Il paese fu, nel Medioevo, proprietà della famiglia Malatesta di Rimini, enclave malatestiana nel territorio dominato dai conti di Montefeltro.
Alla fine del XIX secolo Filippo Belli, politico e imprenditore, costruì sulla riva del torrente Apsa un elegante palazzo con annesse una bigattiera e una filanda per la lavorazione della seta. Il complesso, tuttora ben conservato, oggi si chiama Palazzo Gentili-Belli.
Insieme alla totalità dell'attuale provincia di Pesaro-Urbino, Macerata Feltria fece parte in età moderna dello Stato Pontificio fino al suo passaggio, nel 1860, al Regno d'Italia.
Dopo la seconda guerra mondiale, una parte della popolazione rurale emigrò verso aree industriali (Francia, Milano, Roma e soprattutto Genova), determinando un importante calo demografico nel Comune.

### Simboli
Lo stemma del Comune di Macerata Feltria è stato approvato con D.P.C.M. del 1º settembre 1958.
(D.P.C.M. 01.09.1958 riconoscimento di stemma)
Il gonfalone comunale è stato concesso con decreto del presidente della Repubblica del 3 settembre 1958.
(D.P.R. 23.09.1958 concessione di gonfalone)

## Monumenti e luoghi d'interesse

### Architetture religiose
Pieve di San Cassiano
Risalente al XI secolo, con scavi archeologici.
Oratorio di San Giuseppe
Situato all'interno del castello, attigui a palazzo Agli. Si tratta di una piccolo oratorio, risalente al XIV secolo, come denuncia la facciata goticheggiante. L'interno fu rimaneggiato verso il XVII secolo, ad aula unica rettangolare con un solo altare e parete di fondo piana, voltata a botte con sesto ribassato. Sulle pareti laterali vi sono sedili lignei sobriamente decorati, invece sull'altare, vi è una pala raffigurante una Madonna del Rosario tra Santi contornata da scene raffiguranti i Misteri del Rosario, il tutto è incorniciato da un elaborato ornato ligneo (parzialmente dorato), avente come cimasa, una raffigurazione del Padre eterno. Conserva dei pregevoli paliotti in cuoio decorato, risalenti alla fine del XVI secolo.
Chiesa parrocchiale di San Michele Arcangelo
Risalente al XIX secolo, sorge nel pianoro di fondo valle. Riprende l'intitolazione dalla chiesa più antica di Sant'Angelo del Castello, situata appunto all'interno del castello ma ormai troppo piccola per accogliere l'accresciuta popolazione della cittadina, per cui fu abbattuta e ricostruita ex novo in questo sito. Negli anni settanta del XX secolo, furono attuate alcune modifiche, come l'eliminazione della balaustra che delimitava il presbiterio, per collocare un nuovo altare mobile, in ossequio alle nuove norme conciliari. Furono anche eliminate le balaustre davanti agli altari laterali. Fu collocato un nuovo tabernacolo su un altare laterale, quello dedicato alla Sacra Famiglia, e un nuovo ambone ligneo. La chiesa odierna contiene molte suppellettili provenienti dalla soppressa chiesa di San Francesco, come il Crocifisso di Carlo da Camerino e due pale d'altare, quella dell'altare maggiore raffigura il Santo titolare. L'interno si presenta ad aula unica rettangolare, con tre altari (il maggiore e due laterali) ed abside semicircolare con coro ligneo. Sul presbiterio si eleva una piccola cupola. Invece all'esterno, la facciata principale è molto semplice, a capanna, coronata in alto da un frontone in mattoni a vista. L'ingresso principale al centro è definito da un portale architravato con cornice in mattoni, in asse con questo, si trova una finestra a lunetta, con cornice lapidea. Attigua alla chiesa si trova la canonica; mentre al piano inferiore vi è una cripta, in pietra e mattoni a vista.
Ex Convento di San Francesco
Risalente al XIV secolo, sorge sull'altura vicino al castello. La chiesa si presenta con tre navate, rifatte tra XVII e XVIII secolo, ma conserva un'abside poligonale gotica, con tracce di affreschi risalenti al XV - XVI secolo. Il convento nacque per esaudire la richiesta dei frati del convento della faggiola di trasferirsi, divenendo uno dei più importanti della regione feretrana, oltre a divenire un rilevante centro culturale, come dimostrano anche le committenze artistiche di alto livello, con opere quali la Crocifissione e l'Annunciazione di Carlo da Camerino o il Polittico del riminese Giovanni Baronzio, questi ultimi due attualmente si trovano nella Galleria Nazionale delle Marche, mentre il primo si trova nella parrocchiale di San Michele Arcangelo. Il convento fu requisito dal comune, dopo l'Unità d'Italia, e destinato a scuola e ad asilo.
Chiesa di Sant'Antonio
Risale al XII secolo e sorge ai piedi del colle del castello, subito dopo il ponte sul torrente Apsa. In origine aveva annessi un'abbazia e un ospedale.
Ex convento di Santa Chiara
Sorse sul pianoro, nella prima metà del XVI secolo, per volontà della comunità cittadina e della contessa Alessandra Gonzaga di Piagnano. Divenne uno dei più importanti del territorio. La chiesa fu rifatta nel XVIII secolo. Requisito dal Comune dopo l'Unità d'Italia, dagli inizi del XX secolo ospitò la sede del municipio. Parzialmente distrutto dai bombardamenti della seconda guerra mondiale, la chiesa si è salvata e conserva al suo interno due pregevoli paliotti in scagliola settecenteschi e un dipinto di Giovan Giacomo Pandolfi.
Cappella gentilizia della famiglia Antimi Clari
Sorge nel pianoro di fondo valle, lungo corso Battelli. Risale al XVIII secolo ed era legata al palazzo nobiliare della famiglia, situato davanti alla cappella, sul lato opposto del corso.

### Architetture civili
Torre civica
Fu eretta, verso il XIII secolo, sulla sommità del castello come punto di osservazione e di difesa; su cui, nel XVIII secolo, fu sistemata anche una campana.
Palazzo del Podestà
Risale al XI-XII secolo e al suo interno ospita anche la seconda porta di accesso al castello, Porta di Mezzo.
Palazzo Mazzoli Evangelisti Agli
Risale al XVI secolo  ed è situato all'interno del castello. Caratterizzato da un portale bugnato lapideo.
Palazzo Maffei Gentili Belli
Risale al XIX secolo.
Palazzo Antimi Clari
Situato nel pianoro di fondo valle, lungo corso Battelli. Risale al XVIII secolo.
Teatro "Angelo Battelli"
Risale agli anni trenta del XX secolo, ma sostituì il più antico Teatro dei Consoci o Condomini, eretto nella prima metà del XVIII secolo ma rimaneggiato in più occasioni, fino ad essere abbandonato.

### Alberi monumentali
Nel comune vi è una roverella inserita nell'elenco nazionale degli alberi monumentali secondo quando stabilito dalla legge 10/2013, in località La Castellina, ad un'altitudine di 250 metri s.l.m., alta 25 metri e con una circoferenza del fusto di 530 cm.

## Società

### Evoluzione demografica
Abitanti censiti

### Etnie e minoranze straniere
Secondo i dati ISTAT al 1º gennaio 2023 la popolazione straniera residente era di 209 persone e rappresentava il 11% della popolazione residente. Invece le comunità straniere più numerose erano:
1. Marocco, 57 (27,27%)
2. Romania, 43 (20,57%)
3. Albania, 29 (13,88%)
4. Ucraina, 10 (4,78%)
5. Bulgaria, 10 (4,78%)

### Sanità
Ex ospedale "Camilla Belli", eretto nel 1935, grazie ad un lascito di fine XIX secolo, da parte di Camilla Belli, a cui fu intitolato. Verso il 1992 l'ospedale fu soppresso e vi s'insediò un Centro specializzato per la riabilitazione, gestito dal gruppo privato Santo Stefano.

## Cultura

### Istruzione

#### Biblioteche
- Biblioteca comunale "Lazzarini". È situata in alcuni ambienti al piano terra del palazzo comunale, per un'estensione di circa 90 mq. Si compone di una sala studio con sei posti. Possiede un patrimonio di 7.710 documenti, tra cui il Fondo Gentili Belli ed una cineteca.[20]

#### Scuole
- Istituto Comprensivo "Raffaello Sanzio". È composto da due scuole dell'infanzia (una nel comune di Carpegna), due primarie (una nel comune di Carpegna) e due secondarie di primo grado (una nel comune di Carpegna).[21]

#### Musei
- Museo della radio d'epoca
- Museo civico archeologico e paleontologico
- Museo di archeologia industriale

## Economia

### Turismo
Era presente uno stabilimento termale che sfruttava le proprietà delle sorgenti naturali Certalto ed Apsa, da cui sgorgano acque solfuree. Lo stabilimento termale prende nome dall'antico toponimo latino, Pitinum.
Fa parte dell'associazione dei Borghi più belli d'Italia.

## Amministrazione
| Periodo         | Periodo         | Primo cittadino               | Partito                               | Carica                     | Note   |
| --------------- | --------------- | ----------------------------- | ------------------------------------- | -------------------------- | ------ |
| 11 giugno 1985  | 10 ottobre 1989 | Loris Lazzari                 | Partito Socialista Italiano           | Sindaco                    | [ 24 ] |
| 11 ottobre 1989 | 25 maggio 1990  | Maria Serena Leardini         | Democrazia Cristiana                  | Sindaca                    | [ 24 ] |
| 26 maggio 1990  | 23 aprile 1995  | Maria Serena Leardini Caselli | Democrazia Cristiana                  | Sindaca                    | [ 24 ] |
| 24 aprile 1995  | 13 giugno 1999  | Massimo Vannucci              | Partito Democratico della Sinistra    | Sindaco                    | [ 24 ] |
| 14 giugno 1999  | 13 giugno 2004  | Massimo Vannucci              | Centro-sinistra                       | Sindaco                    | [ 24 ] |
| 14 giugno 2004  | 6 agosto 2008   | Silvano Severini              | Centro-sinistra                       | Sindaco                    | [ 24 ] |
| 7 agosto 2008   | 7 giugno 2009   | Oriano Costantini             | Centro-sinistra                       | Vicesindaco - Sindaco f.f. | [ 24 ] |
| 8 giugno 2009   | 25 maggio 2014  | Luciano Arcangeli             | Uniti per Macerata Feltria            | Sindaco                    | [ 24 ] |
| 26 maggio 2014  | 26 maggio 2019  | Luciano Arcangeli             | Uniti per Macerata Feltria            | Sindaco                    | [ 24 ] |
| 27 maggio 2019  | 10 giugno 2024  | Luciano Arcangeli             | Uniti per Macerata Feltria            | Sindaco                    | [ 26 ] |
| 10 giugno 2024  | in carica       | Massimiliano Gorgolini        | Macerata Feltria viva (Centro-destra) | Sindaco                    | [ 24 ] |

## Sport

### Calcio
L'Olympia Macerata Feltria è una squadra di calcio fondata nel 1959, ed i suoi colori sociali sono bianco-azzurro a strisce verticali. Gioca nello stadio "A. De Florio", intitolato a un giovane giocatore deceduto prematuramente. L'apice della sua storia l'ha avuto nel 2002 quando ha disputato il campionato di Prima categoria arrivando in 3ª posizione. Per la stagione 2023-24 l'Olympia milita in Seconda Categoria.
Gli atleti più rappresentativi della storia dell'Olympia Macerata Feltria sono: Claudio Arcangeli, Nazareno Rossi, Pier Paolo Rengucci, Roberto Rossi, Dante Maiani e Dominici Leonardo.